# Головоломка Конвея

Бруски, используемые в головоломке Конвея, по одному каждого вида

Головоломка Конвея — задача упаковки прямоугольных брусков, названная именем разработчика, математика Джона Хортона Конвея. В головоломке нужно упаковать тринадцать брусков 1 × 2 × 4, один брусок 2 × 2 × 2, один брусок 1 × 2 × 2 и три бруска 1 × 1 × 3 в куб 5 × 5 × 5.

## Решение

Возможное расположение трёх брусков 1 × 1 × 3. Вертикальный брусок углами касается двух горизонтальных брусков

Решение головоломки Конвея становится понятным, если осознать, основываясь на чётности, что три бруска 1 × 1 × 3 нужно расположить так, чтобы в точности один из них попадал в каждый из 5 × 5 × 1 слоёв куба. Решение аналогично решению более простой головоломки Слотобера — Граатсмы.